# Efikasan odgovor na potrebe potrošača
Efikasan odgovor na potrebe potrošača (engl. Efficient Consumer Response - ECR) je zajedničko telo proizvođača i trgovaca sa ciljem da se eliminišu nepotrebni troškovi iz lanaca snabdevanja. ECR je takođe noviji koncept u logistici i menadžmentu koji promoviše kolaborativni menadžment u svim fazama lanca snabdevanja tj. proizvodnje i distribucije sa ciljem smanjenja ukupnih troškova te povećanja profita i koristi za sve učesnike u lancu

## Istorija
Od sredine osamdesetih godina do izražaja dolazi potreba za koordiniranim menadžmentom lanaca snabdevanja usled više faktora među kojima želimo da istaknemo:
- narastanje obima logističkih aktivnosti i troškova;
- širenje tržišta (kako geografski tako i asortimanski);
- rast značaja necenovnih faktora;
- uočavanje višestrukih neefikasnosti usled nedostatka koordinacije između učesnika u lancima snabdevanja.

Tokom druge polovine XX veka došlo je do izrazitog ubrzavanja internacionalizacije privrednih aktivnosti i skraćivanja poslovnih ciklusa što je, u kombinaciji sa drugim faktorima, dovelo do punog izražaja neadekvatnosti klasične organizacije lanaca snabdevanja. Naime u klasičnoj poslovnim praksi, koje nažalost prevladavaju kod nas i dalje, odnosi kompanija u lancu snabdevanja opterećeni su antagonizmom. Recimo, dobavljači neke komponente preferiraju da pošiljke isporučuju u količinama i terminima koji su za njih optimalni što sa druge strane može prouzrokovati povećane troškove skladištenja ili čak zastoje u proizvodnji. Dodatni problemi nastaju usled usredsređenosti na deljenje kolača tj „obaranje“ ili povećanje cene usluge umesto da se kompanije fokusiraju na povećanje kolača kao primaran cilj, a potom da dele kolač.
Logistika je među oblastima u kojima antagonistički odnosi ostavljaju najviše posledica jer je karakterišu „konfliktnost i obrnuta proporcionalnost troškova glavnih logističkih aktivnosti“. Gotovo da ne postoji logistička aktivnost čija racionalizacija ne dovodi do rasta troškova u drugim delovima lanca (npr. uštede po osnovu povećanja veličina pošiljki po pravilu znače i rast troškova skladištenja niže u lancu snabdevanja)
Tokom osamdesetih su mnoge kompanije osetile, sa jedne strane nemogućnost da se ustaljenim načinima dođe do konkurentne prednosti, a sa druge pritisak međunarodne konkurencije. Logistika je mnogima pružila izlaz jer je dugo bila zapostavljena te je njena „neistraženost“ nudila mnoge mogućnosti za sticanje konkurentne prednosti. Najviše mesta za povećanje efikasnosti je svako bilo u lancima snabdevanja koji su patili od raznih dezekonomija usled antagonističkih odnosa između učesnika u njima. 
U takvim okolnostima su nastale inicijative za koordinacijom aktivnosti u lancu snabdevanja među kojima se ističe efikasan odgovor na zahteve kupaca (Efficient consumer Response - ECR). Osnovni motiv za primenu ECR-a je to što se njegovom implementacijom ostvaruje smanjenje konačne cene na polici od čak 10% što se može prevesti u profit i/ili izrazitu konkurentnu prednost. U ovom radu ćemo pokušati da ukažemo na neke prednosti zajedinčkog menadžmenta lanaca snabdevanja, a posebno ERC-a kao koncepta koji je posebno relevantan za prehrambenu industriju i maloprodajne lance.

## Kako i zašto je nastao ECR?
Trgovina prehrambenom robom iziskuje natprosečnu koordinaciju između dobavljača i trgovaca, naročito po pitanju lako kvarljivih artikala. Logistički troškovi učestvuju znatno u ceni prehrambenih artikala, te stoga ne čudi što je krajem osamdesetih pokrenuta inicijativa između velikih trgovinski lanaca i njihovih dobavljača da se smanje troškovi kroz koordinaciju logistike tj. lanca snabdevanja.
Među stimulansima koji su prosto prisiljavali kompanije je svakako i to što su potrošači zahtevali sve kvalitetniju, sve raznovrsniju, sve jeftiniju robu sa svih strana sveta i to u vreme kad njima odgovara. Voljnost kompanija da rade na koordinaciji lanaca snabdevanja je takođe izraz želje da se stekne kolika-tolika sigurnost u poslovanju i umanje posledice internacionalizacije konkurencije.
Kao rezultat više odvojenih napora da se koordinišu lanci snabdevanja i želje da se stečena znanja razmena, a praksa unapredi formirano je udruženje ERC u Americi 1993. Prvo ECR udruženje u Evropi je osnovano u Briselu 1997. godine. Kasnije, osnivaju se i asocijacije na nivou zemalja.

## Šta je ECR?
Razna ERC udruženja širom sveta vole da upotrebljavaju skoro altruističke definicije ECR-a. Tako možemo čuti da je ECR
„Zajednički rad, kako bi se bolje i brže ispune želje potrošača, a pritom i snizile cene“
ili pak definicija ECR udruženja Australije:

„ECR je poslovni koncept sa ciljem da se bolje zadovolje potrebe potrošača kroz zajednički rad proizvođača i trgovinskih partnera.“
Evropska inicijativa za ERC opisuje ERC kao:
Modele ECR Evropa je kooperativna strategija između maloprodavaca i proizvođača sa ciljem da se želje potrošača ispune bolje, brže i sa manje troška.
Za poimanje ECR je možda najkorisniji opis Kanadske asocijacije koji je uz to i najmanje altruistički
„ECR je inicijativa sa ciljem da se smanje troškovi u celoj grani. Kompanije u celom prehrambenom sektoru rade zajedno sa ciljem da eliminišu neekifkasne metode i aktivnosti koje ne dodaju vrednost kupcima.“
Daljim citiranjem definicija iz akademske sfere bi se videlo da je zapravo glavni izvor smanjenja troškova primenom ECR dolazi iz saradnje i deljenja informacija između subjekata u lancu snabdevanja iz čega proizilazi da glavni izazovi u primeni ECR-a nisu tehnološki već organizacioni. U implementaciji ECR-a javljaju se kako funkcionalne tako i barijere organizacione kulture. Prva prepreka koju kompanije moraju da preskoče je nedostatak poverenja. Naime da bi ceo sistem funkcionisao kompanije moraju da podele relativno osetljive podatke među koje spadaju i informacije o obimu i intenzitetu prodaje te o dinamici utroška inputa u proizvodnji. Takođe trgovci moraju da usklade svoje prodajne planove sa proizvodnim planovima njihovih dobavljača što po pravilu iziskuje da kompanije odustatnu od svojih individualnih maksimalističkih ciljeva. Povrh toga, moraju da se osnuju zajednički sistemi ocenjivanja i merenja uspešnosti udruženih strategija, jer ukoliko se zadrže odvojeni sistemi nagrađivanja i ocenjivanja, menadžment će biti stimulisan na povećanje svog dela kolača, a ne povećanje celog kolača.
Naravno, ne želimo da zanemarimo važnost upotrebe adekvatne tehnologije, ali imajući u vidu da sve tehnologije neophodne za implementaciju ECR postoje još od 80-tih godina, smatramo da su trenutno druga pitanja bitnija za uspešnu primenu ECR-a.
Ukratko, osnovni preduslovi za implementaciju ECR-a su:
- Partnerski odnosi između preduzeća u lancu snabdevanja;
- Informaciona osnova (primena EDI-ja);
- Delimično zajednički sistem kontrole i nagrađivanja.
- Zajednički standardi

## Oblasti ECR-a
Postoji četiri oblasti kojima se posebno posvećuje pažnja u ECR-u.
- upravljanje tražnjom;
- upravljanje ponudom;
- omogućivači i
- integratori

Za oblast marketing logistike posebno su interesantne oblasti upravljanja ponudom i omogućivača te ćemo njima posvetiti više pažnje.

## Osnove implementacije ECR-a
Pre nego što se pristupi primeni ECR-a, kompanije moraju da utvrde zajedničke standarde poslovanja, naročito po pitanju komunikacije. Od posebnog značaja su standardizacija elektronskog naručivanje i informacija o količinama robe u raznim tačkama lanca snabdevanja. Proces standardizacije je uveliko olakšana sistemima poput EDI-ja koji se primenjuju u većini savremenih preduzeća, međutim on ne pokriva veći deo informacija koje su neophodne za funkcionisanje ECR-a. Preduzeća mogu da koriste standarde usvojene od strane preko 40 nacionalnih i međunarodnih ECR udruženja. U Evropi postoji više nacionalnih udruženja, a središte na Evropskom nivou se, prikladno, nalazi u Briselu. Iako su standardi i procedure koje su usvojila ECR udruženja veoma obuhvatni, ipak i dalje ima oblasti koje preduzeća u lancu snabdevanja moraju sama da pokriju svojim standardima.
Jedan od najvećih izvora smanjenja troškova u sistemu ERC-a proizilazi iz minimalizacije zaliha i drastičnog skraćivanja trajanja ciklusa od proizvodne trake do potrošačke korpe. Smanjenje troškova zaliha povlači sa sobom i smanjenje troškova finansiranja jer se oslobađaju angažovana sredstva u zalihama za druge produktivnije upotrebe. U okviru ECR koncepta dobar deo upravljanja zalihama je sinhronizovan pa čak i zajednički. Osnovne pretpostavke za integrisanje upravljanja zalihama odnosno ERC su:
- Spremnost privrednih subjekata na saradnju
- Utvrđivanje aktivnosti u lancu snabdevanja koje donose vrednost, a koje ne
- Usaglašavanje logističkih planova između poslovnih subjekata u lancu snabdevanja
- Deljene informacija
- Primena adekvatne IT podrške (da razni kompjuteri „govore“ istim jezikom)
- Elektronski katalog (sinhronizovane baze podataka)

Da bi se ECR sistem efikasno implementirao neophodno je da između poslovnih subjekata postoji određeni nivo poverenja. Oni moraju biti spremni na uspostavljanje višeg nivoa saradnje, koji podrazumeva i usklađivanje poslovnih operacija. Takođe, u kooperaciju je potrebno konstantno ulagati, u čemu značajnu ulogu imaju top menadžeri preduzeća. U implementaciji ERC-a, kao i bilo kojoj drugoj strategiji smanjenja troškova u lancu snabdevanja, jedan od početnih koraka je utvrđivanje nepotrebnih aktivnosti i uskih grla, kako robe tako i toka informacija. Partneri bi trebalo da „skiciraju“ tok od proizvodne linije do police, te da popišu sve aktivnosti u lancu snabdevanja, kao i probleme sa kojima se sreću. Naročito je potrebno evidentirati sve probleme između partnera u lancu.
Čest rezultat utvrđivanja aktivnosti u lancu snabdevanja je pronalaženje dupliranih aktivnosti ali i utvrđivanje aktivnosti koje partneri mogu zajednički obaviti i time smanjiti troškove.
Informatička osnova ERC-a se mora formirati zajednički. Potrebno je prvenstveno ustanoviti karakteristike neophodnih tokova informacija (koje informacije su potrebne, u kom obimu, kada i kome, a kome nisu potrebne, koliki je obim potrebnih informacija, formiranje zajedničkih baza podataka itd.) Po utvrđivanju neophodnih tokova informacija pristupa se formiranju hardverske i softverske osnove ERC-a.
Veliki broj studija slučajeva i intervjua je pokazao da se efikasna implementacija ECR sistema može ostvariti kroz pilot projekte, pri čemu:
- pilot projekti predstavljaju ulaznu tačku za primenu ECR strategije (njihovim sprovođenjem, povećava se verovatnoća uspešnog prihvatanja ECR-a),
- izbor partnera utiče na uspešnost primene ECR pilot projekta (pojedini partneri jednostavno nisu u potpunosti spremni na razmenu informacija i implementaciju dogovorenih standarda),
- pilot projekte koji zahtevaju veću posvećenost i alokaciju resursa neophodno je brzo uključiti u standardne poslovne prakse (što može zahtevati određene promene u organizaciji i merenju poslovnih performansi).

Menadžment kategorije proizvoda je izrazito bitna stavka svakog ECR sistema. Austrijska ECR asocijacija čak izdvaja menadžment kategorije proizvoda kao krunu ECR sistema.
Upravljanje kategorijom proizvoda je po Austrijskom modelu proces planiranja u kojem učestvuju dobavljači i prodavci kako bi kreirali skup proizvoda koji ima pravi balans između zadovoljenja potreba potrošača i troškova proizvodnje i isporuke sa druge strane.

## Problemi u implementaciji ECR-a
Kao što smo već napomenuli, sve tehnologije za primenu ERC-a postoje već više od 25 godina. Zahvaljujući konstantnom padu cena informatičke opreme, više ni malim preduzećima nije problem da se tehnološki pripreme za uvođenje ECR-a.
	Problemi su, kako to sve češće biva u logistici, uglavnom organizacione prirode. Među faktorima koje želimo da istaknemo su barijere usled:
- odbojnosti prema promenama;
- kompleksnost ECR-a;
- Nekompatibilnost sa trenutnom organizacionom strukturom;
- Briga oko posledica deljenja informacija o poslovanju sa partnerima;
- Nedostatak poverenja;
- Različita očekivnja maloprodavaca i proizvođača

	Zagovornici ECR ističu kako sistem nije kompleksan nego je samo tako percipiran. Nažalost implementacija ECR-a suštinski nije uopšte jednostavna. U potencijalne probleme primene ECR sistema spadaju: različita shvatanja pojma "ECR" (ECR projekat mora biti jasno preciziran i razumljiv poslovnim partnerima), nerealna očekivanja preduzeća, nedovoljan nivo poverenja (poverenje je potrebno postepeno graditi sa produbljivanjem saradnje u okviru ECR projekta), materijalni nedostaci, tehnički nedostaci u vezi sa automatizacijom pojedinih delova ECR procesa (GS1 i GCI podstiču primenu određenih standarda poslovanja prvenstveno razvijenih za proces snabdevanja - "stranu nabavke"), izostavljanje ECR "načina razmišljanja" iz poslovne strategije i nedovoljna uključenost top menadžmenta preduzeća.
Razumljiva je, iako ne baš sasvim opravdana, zabrinutost rukovodstva oko posledica deljenja podataka o njihovim procesima sa partnerima u lancu naročito kad se ima u vidu da krajni partner (trgovac) ima iste takve kontakte sa neposrednom konkurencijom te da postoji mogućnost da podeli osetljive podatke o politici cena i promocija tokom sledećeg perioda.
	Dodatni izvor otpora promenama je što ECR zahteva delom procesno organizovanje i stvaranje koordinacionih timova između učesnika u lancu snabdevanja ili drugim rečima redistribuciju nadležnosti. Svaki nagoveštaj promene u nadležnostima izaziva otpor rukovodstva usled prirodnog straha od erodiranja sopstvene pozicije.
	U istraživanjima koja su sprovedena od strane Australijskog ECR udruženja, proizvođači često doživljavaju ECR kao još jedan korak dalje u degradaciji njihovog položaja prema maloprodajnim lancima. Koliko ERC utiče na erodiranje položaja proizvođača u lancu snabdevanja je još nerasvetljeno pitanje, ali je sigurno da proizvođači imaju opravdan strah proizašao iz značajne degradacije njihovog položaja tokom prethodnih dvadesetak godina

## Zaključak (Da li je ECR ispunio očekivanja)
ECR je već dovoljno dugo prisutan te se mogu dati prve procene uspešnosti njegove implementacije. Nažalost, velika revolucija najavljivanja od promotera ECR-a je izostala. Posle osam godina primene u Austriji, procenjuje se da 63 članica nacionalne asocijacije godišnje uštedi oko 100 miliona evra što je omogućilo smanjenje cene za krajnjeg potrošača od 0,63%. Iako su uštede za potrošače minimalne, imajući u vidu niske marže i visoku stopu obrta u prehrambenoj maloprodaji povećanje profita ili pak konkurentnosti nije zanemarljivo. Treba napomenuti da najveći trgovinski lanac u Austriji ne učestvuje u ECR-u. U Austriji kao i drugim zemljama u kojima postoje ECR inicijative stoji da ne samo da željeni rezultati nisu ostvareni već mere iz domena standarda i integratora su i dalje daleko od pune implementacije. U zavisnosti od teze koju zagovaraju neki stručnjaci tumače gore navedene podatke kao dokaz da je ECR promašaj, dok drugi ističu da je ECR doneo koristi i kad nije do kraja sproveden, te da će se pravi rezultati osetiti tek u narednoj deceniji.
Svakako stoji da je bilo nerealno očekivati da će se ECR sprovesti u Evropi tokom jedne decenije s obzirom na sveobuhvatnost promena koje zahteva. Prosto nije realno da će menadžeri promeniti metodologiju poslovanja ustaljenu tokom prethodnih nekoliko decenija. ECR nije ostao samo ograničen na prehrambenu industriju, već se proširio i na farmaceutsku i zdravstvenu delatnost (EHCR - Efficient Health-Care Response) i tekstilnu između ostalih.
	 Kritičari ECR ističu kako to zapravo nije nov koncept nego samo „staro vino u novim bocama“. ECR svakako nije revolucionarna novina u svim svojim aspektima već je u suštini Just in time logistička strategija u prehrambenoj industriji obogaćenja drugim strategijama. Bilo bi veoma pogrešno poistovetiti ECR sa čistom efikasnom strategijom punjenja polica. ECR objedinjuje JIT sa marketingom i drugim disciplinama i upravo u kreativnoj kombinaciji već postojećih znanja i veština se sastoji prava vrednost ECR.

## Literatura
Thomas J. Hoban, Food Industry Innovation: Efficient Consumer Response,. Hoban, Thomas J. (1998). „Food industry innovation: Efficient consumer response”. Agribusiness. 14 (3): 235—245. doi:10.1002/(SICI)1520-6297(199805/06)14:3<235::AID-AGR6>3.0.CO;2-1., John Wiley & Sons, Inc. 1998.
Ursula Y. Alvarado; Herbert Kotzab, Supply Chain Management: The Integration of Logistics in Marketing Elsevier Science Inc. 2001
Kurt Salmon Associates, Inc, Efficient Consumer Response: Enhancing Consumer Value in the Grocery Industry, Food Marketing Institute, Washington, DC, 1993.
Salmon, K. Efficient Consumer Response. Enhancing Consumer Value in the Grocery Industry, Associates (1993), Washington, DC.
Herbert Kotzab, Improving supply chain performance by efficient consumer response? A critical comparison of existing ECR approaches, JOURNAL OF BUSINESS & INDUSTRIAL MARKETING, VOL. 14 NO. 5/6 1999, pp. 364–377, # MCB UNIVERSITY PRESS, 0885-8624
Kurt Salmon Associates, Inc, Efficient Consumer Response: Enhancing Consumer Value in the Grocery Industry, Food Marketing Institute, Washington, DC, 1993.
Internet
ECR Community http://ecr-all.org
EAN India,  https://web.archive.org/web/20110617114031/http://www.gs1india.org/ABOUT/ECR.htm. Архивирано из оригинала 17. 06. 2011. г. Приступљено 24. 05. 2008. Недостаје или је празан параметар |title= (помоћ)
ECR Australia  https://web.archive.org/web/20200310023642/http://www.ecraustralasia.org.au/. Архивирано из оригинала 10. 03. 2020. г. Приступљено 24. 05. 2008. Недостаје или је празан параметар |title= (помоћ)
ECR Canada; https://web.archive.org/web/20060527154932/http://www.ecr.ca/en/ecrinfo.html

## Spoljašnje veze
- ECR Evropa
- Esej O ECR-u na nemačkom